# フェラーリ・290MM
フェラーリ・290MMは1956年にフェラーリによって開発されたレーシングカーである。MMはミッレミリアの略で、合計で4台が製造された。

## 概要
290MMは3.5Lティポ130 JanoV型12気筒エンジンを搭載し、排気量3,490cc、最高出力320hp/7,200rpmを発揮し、最高速度は280km/hだった。
290MMは1956年のミッレ・ミリアでエウジェニオ・キャステロッティの運転で優勝。もう1台の290MMはファン・マヌエル・ファンジオの運転で4位でゴールした。フィル・ヒルとモーリス・トランティニアンの運転で、290MMは同年のスウェーデングランプリでも優勝し、同年1956年のスポーツカー世界選手権でのフェラーリの優勝をもたらした。
2015年12月10日、RMサザビーズは1956年のミッレ・ミリアでファン・マヌエル・ファンジオが運転した290MMをオークションに出品し、約34億円で落札された。これは当時世界で3番目に高額な落札額となった。2018年には別の個体がオークションに出品され、約24億円で落札された。